# 斯坦菲爾德山
75°12′S 135°51′W / 75.200°S 135.850°W
斯坦菲爾德山（英語：Mount Steinfeld）是南極洲的山峰，位於瑪麗伯德地，海拔高度685米，美國地質調查局根據測量和該國海軍的空中照片繪入地圖，現時由南極條約體系管理。